# Glenea adelpha
Glenea adelpha é uma espécie de besouro da família Cerambycidae. Foi descrito por James Thomson em 1858.